# Halen (Lotte)
Halen is een ortsteil in het noorden van de gemeente Lotte in de regio Tecklenburger Land in de Duitse deelstaat Noordrijn-Westfalen, op de grens met Nedersaksen.
Halen ligt op een hoogte van 55 m en had in 2010: 1365 inwoners.
Het stationsgebouw van Halen heeft in de jaren negentig een woonbestemming gekregen. Het station is nu een halteplaats aan de NordWestBahn.